# Santo Stefano di Cadore
Santo Stefano di Cadore (velenceiül San Sten del Cador) település Olaszországban, Veneto régióban, Belluno megyében. Lakosainak száma 2340 fő (2023. január 1.). Santo Stefano di Cadore Auronzo di Cadore, Danta di Cadore, Forni Avoltri, San Pietro di Cadore, Vigo di Cadore, San Nicolò di Comelico, Sappada, Lesachtal, Obertilliach és Untertilliach községekkel határos.

## Népesség
A település lakossága az elmúlt években az alábbi módon változott:
| Lakosok száma | 2547 | 2511 | 2340 |
|               | 2017 | 2018 | 2023 |